# Autoroute A2 (Francia)
La A2 comienza en Combles en Somme y finaliza en la frontera belga, al sur de Saint-Aybert en dirección a Mons. Tiene una longitud de 76 km. Forma parte de la carretera europea E19.

## Tramos

### Combles-Hordain
Este tramo de autopista está gestionado por la Société des autoroutes du Nord et de l'Est de la France (SANEF). Se trata de una autopista de 2x2 carriles de pago.
|        | |
| Salida | Nombre |
|        | A1 |
|        | Área de descanso Rocquigny dirección Combles-Belgique - Área de descanso Barastre dirección Belgique-Combles     |
|        | Área de servicio Havrincourt dirección Combles-Belgique - Área de descanso Graincourt dirección Belgique-Combles |
|        | A26 |
| 14     | Cambrai |

### Hordain-Saint-Aybert (Frontera Belga)
Este tramo de autopista está gestionado por la Direction Interdépartementale des routes Nord. Se trata de una autopista de 2x2 carriles gratuita.
|        | |
| Salida | Nombre |
| 15     | Bouchain |
| 15.1   | Hordain |
| 16     | Douchy-les-Mines                                                                                            |
| 17     | Douai |
| 18     | Denain |
| 19     | Aeropuerto de Valenciennes                                                                                  |
| 20     | Valenciennes                                                                                                |
|        | Área de servicio La Sentinelle                                                                              |
| 21     | Marly - Valenciennes                                                                                        |
| 22a    | Maubeuge - Bavay - Le Quesnoy N49                                                                           |
| 22b    | Marly |
| 23     | Marly - Valenciennes                                                                                        |
| 23.1   | Estreux |
| 24     | Onnaing |
| 25     | Vicq |
|        | Área de descanso Emblise dirección Combles-Belgique Área de descanso Les Endosis dirección Belgique-Combles |
|        | A7 Bélgica                                                                                                  |